# Verolengo
 Verolengo  (piemontiul: Verolengh) Olaszország Piemont régiójának, Torino megyének egy községe.

## Földrajza

Verolengo község Torino megye térképén

A vele szomszédos települések: Brusasco, Chivasso, Crescentino (Vercelli megye), Lauriano, Monteu da Po, Rondissone, Saluggia (Vercelli megye), San Sebastiano da Po és Torrazza Piemonte.